# Yi (dinosaurus)
Yi (Yi qi = "zvláštní křídlo") byl rod malého maniraptorního dinosaura, který žil v období před zhruba 160 miliony let (na přelomu střední a svrchní jury) na území dnešní Číny. Šlo pravděpodobně o malého dravce, žijícího převážně na stromech. Patří k nejvýznamnějším objevům teropodních dinosaurů, učiněných po roce 2010. Fosilie tohoto malého teropoda byly objeveny v sedimentech geologického souvrství Tchiao-ťi-šan.

## Popis
Podobně jako ostatní skanzoriopterygidi disponoval značně prodlouženým třetím prstem, který v jeho případě sloužil pro upnutí kožnaté křídelní membrány.

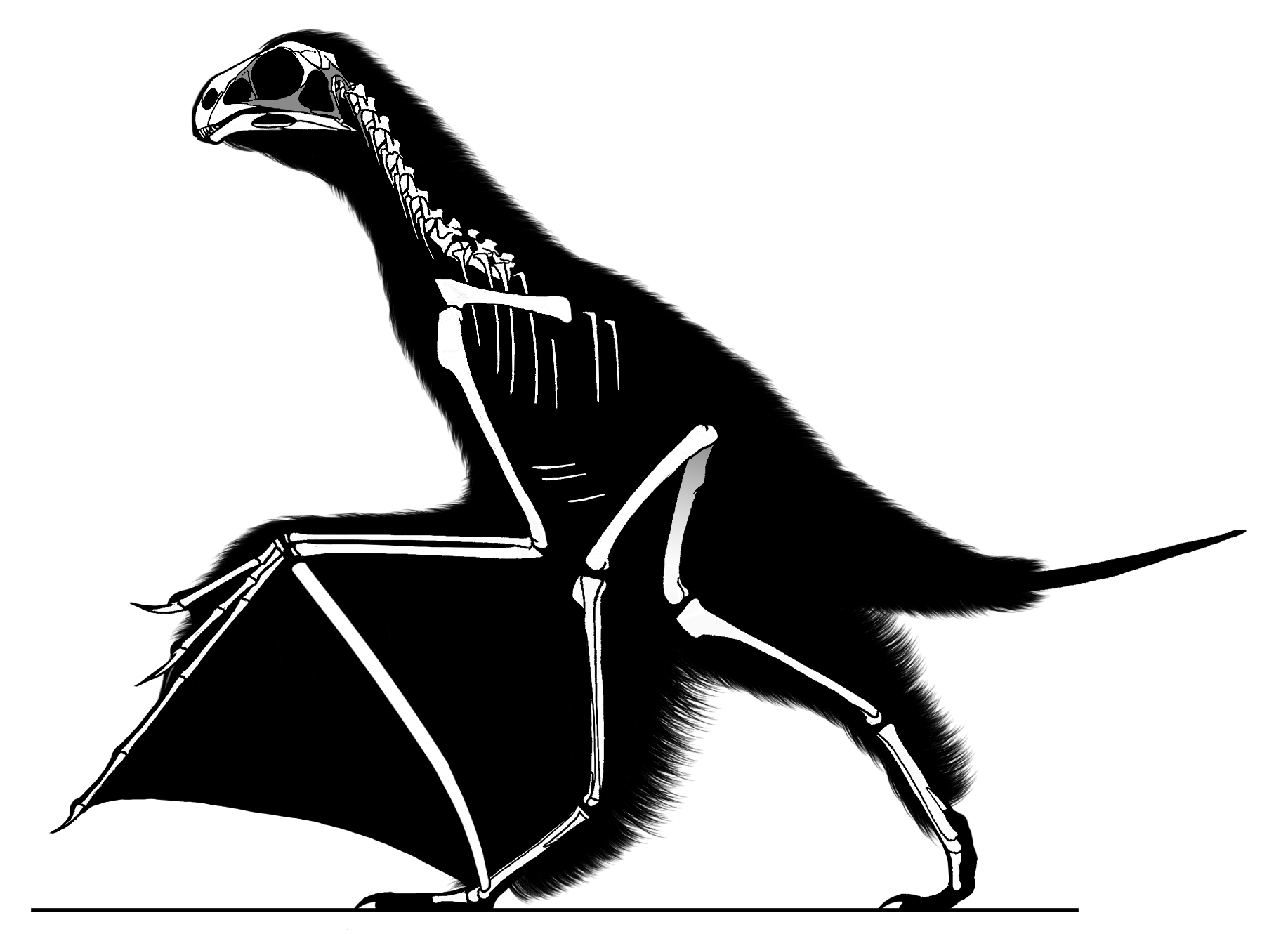
Yi qi - skeletární diagram.

Tento podivný teropodní dinosaurus se tedy vzdáleně podobal netopýrovi. Známe zatím jediného zástupce (holotyp STM 31-2) o hmotnosti kolem 380 gramů. Tento malý dinosaurus měl zkrácenou lebku, opeření na většině těla a podle rozboru melanozomů v původním opeření mohl být převážně černý se žluto-hnědou hlavou. Mezi jeho blízké příbuzné patří zřejmě další čínské rody Epidexipteryx nebo Epidendrosaurus.
Detailní výzkum aerodynamických vlastností kožní membrány těchto neobvyklých teropodních dinosaurů ukázal, že zřejmě nebyli příliš dobrými letci.

## Zajímavost
Zajímavé je, že Yi je v současnosti nejkratším rodovým jménem neptačího dinosaura, které s pouhými dvěma písmeny překonalo předchozí "rekordmany" rodu Kol, Mei a Zby.

### Česká literatura
- SOCHA, Vladimír (2021). Dinosauři – rekordy a zajímavosti. Nakladatelství Kazda, Brno. ISBN 978-80-7670-033-8 (str. 85)